# De Roomse loper
De Roomse loper was een podcast van het dagblad Trouw. Hierin bespraken Trouw-redacteur Stijn Fens en Vaticaankenner Christian van der Heijden actualiteiten uit de katholieke wereld. Met het vertrek van Fens bij Trouw, kwam in maart 2024 na zeven jaar een einde aan de serie.

## Inhoud
De makers bediscussieerden op een toegankelijke manier het katholieke nieuws van de afgelopen periode. Per aflevering kwamen zo'n vijftal onderwerpen aan bod. Die gingen over de ontwikkelingen rond de paus en ander Vaticaan-gerelateerd nieuws, de toestand van het katholicisme in Nederland, de katholieke cultuur, de heiligencultus enzovoorts.
Zwaardere onderwerpen werden niet geschuwd. Zo besteedden Fens en Van der Heijden regelmatig aandacht aan onderwerpen als de positie van de kerk ten opzichte van homoseksualiteit, het seksueel misbruik, de discussie over het celibaat en de positie van de vrouw.
Soms was er een special gewijd aan een enkel onderwerp. Van tijd tot tijd was er een gast in de uitzending.

### Vorm
Bij de inhoudelijke duiding van het nieuws was er ook ruimte voor enige ironie en zelfspot. De vorm die de makers gekozen hebben lijkt een beetje op het podcast-equivalent van een boulevardblad. Zo was er aandacht voor de pracht en praal van de kerk, werden er smakelijke anekdotes verteld en werd er gespeculeerd over hooggeplaatste personen. De titel 'De Roomse loper' is dan ook een knipoog naar de rode loper waar beroemdheden op ontvangen worden. In dit geval werden er dus katholieke 'sterren' voor het voetlicht gebracht.
De afleveringen werden opgenomen op de redactie van Trouw. Af en toe was er een opname of interview op locatie. In maart 2022 stopte podcast plotseling, maar op 5 september 2022 pakten de makers de draad toch weer op, naar eigen zeggen op veler verzoek van de luisteraars. De podcast had een bereik van ongeveer 1000 luisteraars per week en zweefde rond plaats 10 van best beluisterde podcasts in de categorie Religie en Spiritualiteit.

### Terugkerende thema's
- De eerste afleveringen werden afgesloten met de 'kardinalen-toto', waarbij gespeculeerd werd over wie kanshebbers zijn om de paus op te volgen bij een volgend conclaaf.
- Nieuwe kardinaalscreaties en bisschopsbenoemingen in Nederland.
- Verslaggeving over pauselijke reizen, bisschopsynodes en pauselijke brieven over maatschappelijke onderwerpen.
- Het seksueel misbruik in de kerk en het optreden tegen het toedekken ervan.
- Rome en Vaticaanstad; Van der Heijden en Fens zijn frequente bezoekers van deze steden en maakten daar regelmatig een reportage op locatie.
- De hervorming van de Romeinse Curie door paus Franciscus.
- De stand van zaken in de Oecumene, de samenwerking en toenadering tussen de verschillende christelijke bloedgroepen.
- De heiligencultus in de kerk. Regelmatig worden heilig- of zaligverklaringen besproken en wordt aandacht besteed aan de legendes rond heiligen.

## Herkenningsmelodie
De herkenningsmelodie was afkomstig van de film Roma van Federico Fellini uit 1972. Het orgelspel vormt de omlijsting van de scène defilé di moda ecclesiastica, waar op de rode loper een kerkelijke modeshow plaatsvindt van liturgische kledij voor katholieke geestelijken.
Sinds aflevering 59, die gaat over Ennio Morricone, gebruiken de makers ook het door Morricone geschreven Il Vizietto. De muziek is afkomstig uit de gelijknamige film, beter bekend onder de Franse titel La Cage aux folles.

## Einde van de reeks
In maart 2024 kwam er een einde aan de podcastserie. Oorzaak was het vertrek van Stijn Fens bij de redactie van Trouw. Fens is met ingang van 1 april 2024 benoemd tot eindredacteur katholieke levensbeschouwing bij KRO-NCRV. De laatste aflevering werd op 6 maart 2024 opgenomen. Dit gebeurde bij wijze van uitzondering met van publiek, in het Amsterdamse theater de Roode Bioscoop. In de uitzending blikten de makers terug op de zeven jaar dat de podcast gelopen heeft.

## Afleveringen
| Afl. | Datum             | Titel                                                                                  | Gast                               | Locatie                                              |
| ---- | ----------------- | -------------------------------------------------------------------------------------- | ---------------------------------- | ---------------------------------------------------- |
| 1    | 23 mei 2017       | De ontmoeting van Donald Trump met paus Franciscus                                     |                                    |                                                      |
| 2    | 7 juni 2017       | Hoe katholiek waren The Beatles?                                                       |                                    |                                                      |
| 3    | 21 juni 2017      | Deed bisschop De Korte er goed aan de Roze viering te verbieden?                       |                                    |                                                      |
| 4    | 5 juli 2017       | Honderd jaar Wim Sonneveld                                                             |                                    |                                                      |
| 5    | 19 juli 2017      | Zomerspecial met schrijfster Rosita Steenbeek, protestant in Rome                      | Rosita Steenbeek                   |                                                      |
| 6    | 2 augustus 2017   | Hoe kijkt programmamaker Fons de Poel terug op zijn katholieke jeugd?                  | Fons de Poel                       |                                                      |
| 7    | 16 augustus 2017  | Zomerspecial met zanger Dennie Christian: 'Ik geloof wel in God, maar niet in de kerk' | Dennie Christian                   | Bij Dennie Christian in Wardenburg                   |
| 8    | 30 augustus 2017  | Zomerspecial met burgemeester Ton Rombouts van Den Bosch                               | Ton Rombouts                       | Gemeentehuis in Den Bosch                            |
| 9    | 13 september 2017 | Terugblik op het pausbezoek aan Colombia                                               |                                    |                                                      |
| 10   | 4 oktober 2017    | Is de paus een ketter?                                                                 |                                    |                                                      |
| 11   | 22 november 2017  | 'Go with the flow in Almelo' met Herman Finkers                                        | Herman Finkers                     |                                                      |
| 12   | 6 december 2017   | Over Burmese boeddhisten en de club van 39                                             |                                    |                                                      |
| ong. | 22 december 2017  | De niet zo gezellige kerstspecial van De Roomse loper                                  |                                    |                                                      |
| ong. | 29 december 2017  | Eindejaarsspecial: Een katholiek jaar vol jubilea, afscheid, aantreden en herdenkingen |                                    |                                                      |
| 13   | 17 januari 2018   | Beloonde de paus nou indirect abortus?                                                 |                                    |                                                      |
| 14   | 7 februari 2018   | Is paus Franciscus een leugenaar?                                                      |                                    |                                                      |
| 15   | 13 maart 2018     | Maakte paus Franciscus de verwachtingen waar?                                          |                                    |                                                      |
| 16   | 23 maart 2018     | Over Maria Magdalena, The Passion en gedoe rond de ex-paus                             |                                    |                                                      |
| 17   | 4 april 2018      | Bestaat de hel eigenlijk wel?                                                          |                                    |                                                      |
| 18   | 25 april 2018     | Het ‘protestants’ kerkhof in de Eeuwige Stad                                           |                                    | Rome                                                 |
| 19   | 23 mei 2018       | De kritiek van Eijk, het Chileense debacle en nieuwe kardinalen                        |                                    |                                                      |
| 20   | 7 juni 2018       | De Duitse communiekwestie en enkele vrome gedachten over voetbal                       |                                    |                                                      |
| 21   | 20 juni 2018      | Waarom de paus helemaal niet 'links' of 'rechts' is over abortus                       | Marlies Kleiterp, Robert Schreuder | Hermitage Amsterdam                                  |
| 22   | 18 juli 2018      | Un tour de France (et dehors)                                                          |                                    | Frankrijk                                            |
| 23   | 15 augustus 2018  | Jacques Klöters                                                                        | Jacques Klöters                    |                                                      |
| 24   | 20 september 2018 | De geloofwaardigheid van de kerk is in het geding                                      | Rob Mutsaerts                      |                                                      |
| 25   | 5 oktober 2018    | De rozenkrans als bescherming tegen de duivel                                          |                                    |                                                      |
| 26   | 18 oktober 2018   | Het godsbegrip van Matthijs van Nieuwkerk                                              |                                    |                                                      |
| 27   | 6 november 2018   | De eeuwige lokroep van Sint Maarten                                                    |                                    |                                                      |
| 28   | 6 december 2018   | De ádvent, of is het de advént?                                                        |                                    |                                                      |
| 29   | 22 december 2018  | Kerst-special 2018                                                                     |                                    |                                                      |
| 30   | 10 januari 2019   | De geloofwaardigheid van het door de paus beloofde zerotolerancebeleid                 |                                    |                                                      |
| 31   | 25 januari 2019   | Het oudste kerkkoor ter wereld                                                         |                                    |                                                      |
| 32   | 7 februari 2019   | De verjaardag van Vaticaanstad                                                         |                                    |                                                      |
| 33   | 21 februari 2019  | De misbruiktop, Sodom en carnaval in Rome                                              | Marlies Kleiterp                   |                                                      |
| 34   | 16 maart 2019     | Kardinaal Danneels overleden, kardinaal Pell veroordeeld en kanttekeningen bij WNL     |                                    |                                                      |
| 35   | 11 april 2019     | Pastoor Valkering, Wagners Tannhäuser en de Stille Week nadert                         |                                    |                                                      |
| 36   | 25 april 2019     | De brandende Notre-Dame en de aanslagen in Sri Lanka                                   |                                    |                                                      |
| 37   | 2 mei 2019        | Special uit Rome over de Orde van de Heilige Slordigheid                               |                                    | Kerk van Santa Maria della Concezione dei Cappuccini |
| 38   | za 18 mei 2019    | Over vrouwelijke diakens en een Luxemburgse pauskandidaat                              |                                    |                                                      |
| 39   | 13 juni 2019      | Gaat het Avondland ten onder?                                                          | Robert Sarah                       |                                                      |
| 40   | 27 juni 2019      | De messiaanse trekjes van Maarten van der Weijden                                      |                                    |                                                      |
| 41   | 11 juli 2019      | Het Wonder                                                                             |                                    |                                                      |
| 42   | 26 juli 2019      | De paus en de Maanlanding                                                              |                                    |                                                      |
| 43   | 23 augustus 2019  | Pell, Woodstock en een glijbaan                                                        |                                    |                                                      |
| 44   | 5 september 2019  | De nieuwe kardinalen komen                                                             |                                    |                                                      |
| 45   | 6 oktober 2019    | Over de Amazone-synode, opmerkelijke Vaticaankunst en mirakelgenezingen                |                                    |                                                      |
| 46   | 17 oktober 2019   | De uitvaart van Gott en de lijfwacht van de paus                                       |                                    |                                                      |
| 47   | 31 oktober 2019   | Over de afgoderij van Pachamama en Amazing Grace...                                    |                                    |                                                      |
| 48   | 9 november 2019   | Het bisdom aan beide kanten van de Muur                                                |                                    |                                                      |
| 49   | 22 november 2019  | De patriarch en de prins van Venetië                                                   | Samuel Lee                         |                                                      |
| 50   | 12 december 2019  | Naar Nazareth, Bethlehem en een gouden jubileum                                        |                                    |                                                      |
| 51   | 16 januari 2020   | The Two Popes                                                                          |                                    |                                                      |
| 52   | 30 januari 2020   | Het bloedbeeld van Den Bosch                                                           |                                    |                                                      |
| 53   | 12 februari 2020  | De paus laat het celibaat ongemoeid & Bernini en Caravaggio in het Rijks               | Taco Dibbits, Frits Scholten       |                                                      |
| 54   | 2 maart 2020      | Pius XII - een van de meest omstreden pausen ooit                                      |                                    |                                                      |
| 55   | 16 maart 2020     | Geloof in tijden van corona                                                            |                                    |                                                      |
| 56   | 30 maart 2020     | Een buitengewoon Urbi et Orbi                                                          |                                    |                                                      |
| 57   | 17 april 2020     | Bidden tegen corona & de vrijspraak van kardinaal Pell                                 |                                    |                                                      |
| 58   | 5 mei 2020        | De Maltezer ridderorde moet op zoek naar een nieuwe grootmeester                       |                                    |                                                      |
| 58   | 21 mei 2020       | Honderd jaar Karol Wojtyła & de hagiografie van Benedictus XVI                         |                                    |                                                      |
| 59   | 10 juli 2020      | Een eerbetoon aan Ennio Morricone                                                      |                                    |                                                      |
| 60   | 23 juli 2020      | Sint-Sofie als moskee, heilige dwaasheid in Eindhoven, Radboud in Nijmegen             |                                    |                                                      |
| 61   | 6 augustus 2020   | Beiroet, Jan Karel van Spanje & wat is er mis met de vorige paus?                      |                                    |                                                      |
| 62   | 5 september 2020  | Kardinaal Simonis, de verovering van pauselijk Rome en de Friese zouaven               |                                    |                                                      |
| 63   | 12 november 2020  | Te weinig, en te veel vertrouwen                                                       |                                    |                                                      |
| 64   | 26 november 2020  | Dertien nieuwe kardinalen en het raadsel van Mulisch                                   |                                    |                                                      |
| 65   | 24 december 2020  | Kerstspecial: Revolusi en hemelse klanken in de Nicolaas                               |                                    |                                                      |
| 66   | 14 januari 2021   | Een vaccinatie voor de paus; en wat vindt de kerk van de doodstraf?                    |                                    |                                                      |
| 67   | 11 februari 2021  | Over 90 jaar Radio Vaticana                                                            |                                    |                                                      |
| 68   | 25 februari 2021  | De paus gaat naar Irak                                                                 |                                    |                                                      |
| 69   | 11 maart 2021     | Maar waarom ging de paus naar Irak?                                                    |                                    |                                                      |
| 70   | 7 april 2021      | Dr. Hans Küng: een denker van wereldformaat?                                           | Paul van Geest                     |                                                      |
| 71   | 6 mei 2021        | Is het Gods wil of die van de maffia?                                                  | Aart Heering                       |                                                      |
| 72   | 28 mei 2021       | Een jezuïet naar Hongkong, een pauselijk redactiebezoek en... Bob Dylan!               |                                    |                                                      |
| 73   | 24 juni 2021      | De zalfpot van Maria Magdalena                                                         |                                    | Museum Catharijneconvent                             |
| 74   | 14 juli 2021      | De opname van paus Franciscus en de katholieke wortels van het OLVG Oost               |                                    | Oosterpark, OLVG Oost                                |
| 75   | 2 september 2021  | Op een kardinale dodenakker: Begraafplaats Sint Barbara                                |                                    | Begraafplaats Sint-Barbara                           |
| 76   | 20 oktober 2021   | Benedetta, en hoe de katholieke kerk zichzelf ook aanklaagt                            |                                    |                                                      |
| 77   | 22 december 2021  | Kerstspecial 2021: een kerstgroet, en een kerstgrot                                    |                                    |                                                      |
| 78   | 5 januari 2022    | Adrianus VI en Desmond Tutu                                                            | Biograaf Twan Geurts               |                                                      |
| 79   | 10 maart 2022     | Een laatste groet                                                                      |                                    |                                                      |
| 80   | 5 september 2022  | Een wedergeboren podcast over Maria Geboorte                                           |                                    |                                                      |
| 81   | 22 september 2022 | Over Sint-Michaël en hoe katholiek is de Radboud Universiteit nog?                     |                                    |                                                      |
| 82   | 27 september 2022 | Na Elizabeth II is nu Charles III 'Verdediger van het Geloof'                          |                                    |                                                      |
| 83   | 13 oktober 2022   | Een bezoek aan Assisi en de serene Sergio Mattarella                                   |                                    |                                                      |
| 84   | 27 oktober 2022   | Was pater Gumpel een kleinzoon van de Duitse keizer?                                   |                                    |                                                      |
| 85   | 17 november 2022  | De toestand van het katholicisme in de Lage Landen                                     | Peter Nissen                       | Studeerkamer van professor Nissen                    |
| 86   | 29 november 2022  | Het martelaarschap van Apostel Andreas                                                 |                                    |                                                      |
| 87   | 8 december 2022   | Paus Johannes Paulus II wist van misbruik, kan hij worden ontheiligd?                  | Marc Lindeijer s.j.                |                                                      |
| 88   | 23 december 2022  | Waarom Jingle Bells helemaal niets met kerst te maken heeft                            |                                    |                                                      |
| 89   | 12 januari 2023   | Een requiem voor paus Benedictus XVI                                                   |                                    |                                                      |
| 90   | 26 januari 2023   | Waarom toch die haat op katholieken?                                                   |                                    |                                                      |
| 91   | 9 februari 2023   | Alles over de heilige Giuseppina Bakhita                                               |                                    |                                                      |
| 92   | 2 maart 2023      | 10 jaar paus Franciscus: een conservatieve revolutionair                               | Emmanuel Van Lierde                |                                                      |
| 93   | 23 maart 2023     | Komen er ooit nog katholieke priesteressen?                                            | Philippa Rath o.s.b.               |                                                      |
| 94   | 6 april 2023      | Waarheid en leugens rond een pauselijk ziekbed                                         |                                    |                                                      |
| 95   | 4 mei 2023        | De liturgie voor de kroning van Charles III                                            |                                    |                                                      |
| 96   | 4 juni 2023       | De troost van (nep)wonderen                                                            |                                    |                                                      |
| 97   | 27 juni 2023      | Nieuwe aartsbisschop in België en André Rieu bij de paus                               |                                    |                                                      |
| 98   | 17 juli 2023      | Hoe synodaal is een conclaaf?                                                          |                                    |                                                      |
| 99   | 1 augustus 2023   | De liturgische bijrol van God                                                          |                                    |                                                      |
| 100  | 6 september 2023  | Over de opzienbarende documentaire 'Godvergeten'                                       |                                    |                                                      |
| 101  | 3 oktober 2023    | De Grote Synodeshow!                                                                   |                                    |                                                      |
| 102  | 28 november 2023  | Napoleon en Javier Milei                                                               |                                    |                                                      |
| 103  | 10 december 2023  | Een herwaardering van de adventsperiode                                                |                                    |                                                      |
| 104  | 24 december 2023  | Een ode aan een kerstcarol en het vergeten feest van de Onnozele Kinderen              |                                    |                                                      |
| 105  | 16 januari 2024   | Ruzie bij de Syro-Malabaren                                                            |                                    |                                                      |
| 106  | 17 februari 2024  | Het onbesproken verhaal van de kampcommandant in The Zone of Interest                  |                                    |                                                      |
| 107  | 13 maart 2024     | De allerlaatste Roomse loper (deel 1, 2, 3)                                            | Cees van der Laan, Stephan Sanders | De Roode Bioscoop                                    |